# جيرار هاوسيه
جيرار هاوسيه (بالفرنسية: Gérard Hausser)‏ (مواليد 18 مارس 1939) هو لاعب كرة قدم. يلعب مع منتخب فرنسا لكرة القدم. سبق له أن لعب في كأس العالم لكرة القدم مع منتخب بلاده.

## روابط خارجية
- جيرار هاوسيه على موقع قاعدة بيانات كرة القدم.إي يو (الإنجليزية)
- جيرار هاوسيه على موقع بيانات كرة القدم. دي إي (الألمانية)
- جيرار هاوسيه على موقع ناشيونال فوتبول تيمز (الإنجليزية)
- جيرار هاوسيه على موقع عالم كرة القدم.نت (الإنجليزية)